# Вогулка (селище)
Вогу́лка (рос. Вогулка) — селище у складі Шалинського міського округу Свердловської області.
Населення — 1339 осіб (2010, 1548 2002).
Національний склад станом на 2002 рік: росіяни — 93 %.